# Hülgelaid
Hülgelaid est une île d'Estonie.